# Середньовічний кліматичний оптимум

Історія середньостатистичних температурних відхилень за останні 2000 років

Середньовічний кліматичний оптимум (також зустрічається назва Середньовічний теплий період) — епоха відносно теплого клімату у північній півкулі в X–XIII століттях, що настала слідом за кліматичним песимумом епохи Великого переселення народів і що передувала так званому малому льодовикового періоду протягом XIV–XVIII століть. Характеризувалася м'якими зимами, порівняно теплою і рівною погодою. Серед найяскравіших історичних свідчень середньовічного кліматичного оптимуму — заснування скандинавських поселень в Гренландії, а також землеробський бум і зростання населення у Володимиро-Суздальщині.

## Причини
Як можливі причини середньовічного теплого періоду вчені називають підвищену сонячну активність, а також відносно рідкісні виверження вулканів. Остання обставина зумовлює меншу кількість аерозолів в атмосфері, які фільтрують сонячне світло і сприяють охолодженню (див. вулканічна зима).
Відповідно до іншої теорії, кліматичний оптимум став результатом періодичних коливань інтенсивності Гольфстриму, пов'язаних зі зміною солоності океанської води, яка в свою чергу залежить від змін обсягів льодовиків.

## Наслідки
Середньовічний кліматичний оптимум зумовив у всій Європі помітне зростання населення і сільськогосподарської продукції, за рахунок розширення землеробських угідь і вищої якості врожаїв. Розширення орних земель сприяло формуванню сіл замість типових для того часу окремих хуторів і дворів. Також цей розвиток сприяв експансії зростаючих землеробських народів у периферійні, мало освоєні регіони з вищим відсотком населення, що живе за рахунок полювання та рибної ловлі. Як приклади можна навести розселення німців на схід в лісисті землі полабських слов'ян, а також вже згадану слов'янську колонізацію Північно-Східної Русі. Одночасно, вчені відзначають скорочення площі лісів під впливом теплішого клімату.
У літописах згадується про виноробство в Східній Пруссії, Померанії і навіть на півдні Шотландії в цей період. У той же час в Норвегії врожаї зернових досягали широт аж до полярного кола. Скорочення льодовиків дозволило вікінгам на постійній основі заселити Ісландію (870 рік) і Гренландію (з 986 року; у XV столітті поселення було покинуто).
В інших частинах світу даний період характеризувався іноді вологішим кліматом, так, наприклад, є дані про людські поселення в пустелі Наміб.